# James Cowles Prichard
James Cowles Prichard, född 11 februari 1786 i Ross-on-Wye, Herefordshire, död 23 december 1848, var en brittisk antropolog och psykiater.

## Rasantropologi
Prichard blev 1808 medicine doktor och praktiserade i Bristol. Han utgav ett antal arbeten inom medicin och var verksam som psykiater och induktiv fysiolog. Men han fann även tid att ägna sig åt antropologiska studier, vilkas viktigaste resultat han framförde i verket Researches into the physical history of mankind (1813; 4:e upplagan 1847, 5 band). 
Prichard var Englands mest inflytelserike rasforskare under första hälften av 1800-talet. Han argumenterade för att rasblandning var av godo och trodde att bildning fick hudfärgen att ljusna. På Pritchards tid var den rasliga klassifikationen ännu avhängig den jämförande språkforskningens slutsatser och Prichard lånade själv beteckningar från William Jones kategoriseringar. Han argumenterade för att den europeiska hjärnan var bättre utrustad än den afrikanska på grund av afrikanernas livsstil.
Från mitten av 1800-talet moderniserades emellertid rasantropologins empiriska metoder (kontroll av hudfärg, skall- och näsmätning med mera) och disciplinen blev alltmer självständig i förhållande till språkvetenskapen. Samtidigt blev rasantropologerna alltmer självsäkra i sina uttalanden om människorasernas olika mentala och intellektuella förutsättningar. Prichard var som humanistiskt historieorienterad inte alls lika mycket av rasdeterminist som sina efterföljande rasteoretiker. 
Han var monogenist och hävdar i Eastern Origin of Celtic Nations (1831) att alla raser hade asiatiskt ursprung. Han anklagade polygenister för grov förenkling av den rasliga historien. Han övergav Blumenbachs femdelade rasindelning och följde istället Cuviers tredelade som utgick från hår- och hudfärg. Han riktade kritik mot Blumenbachs beroende av skallformen.